# Leucophytia bidentata
Espèce
Synonymes
- Auriculinella bidentata  (Montagu, 1808)[1]

Statut de conservation UICN

 LC  : Préoccupation mineure
Leucophytia bidentata est un petit mollusque gastéropode vivant à la partie supérieure des estrans.

## Description
Sa coquille régulièrement fusiforme atteint une longueur d’environ 6 mm. Elle se compose de 6 ou 7 tours à paroi relativement épaisse, résistante. L’ouverture est allongée, sa bordure interne (collumellaire) possède deux épaississements en forme de dents bien développées. Sa couleur est blanchâtre, parfois plus ou moins brune.
Le corps de l’animal est blanc translucide. La tête est munie de deux courts tentacules aplatis à la base desquels se trouvent les yeux, noirs.

## Biologie

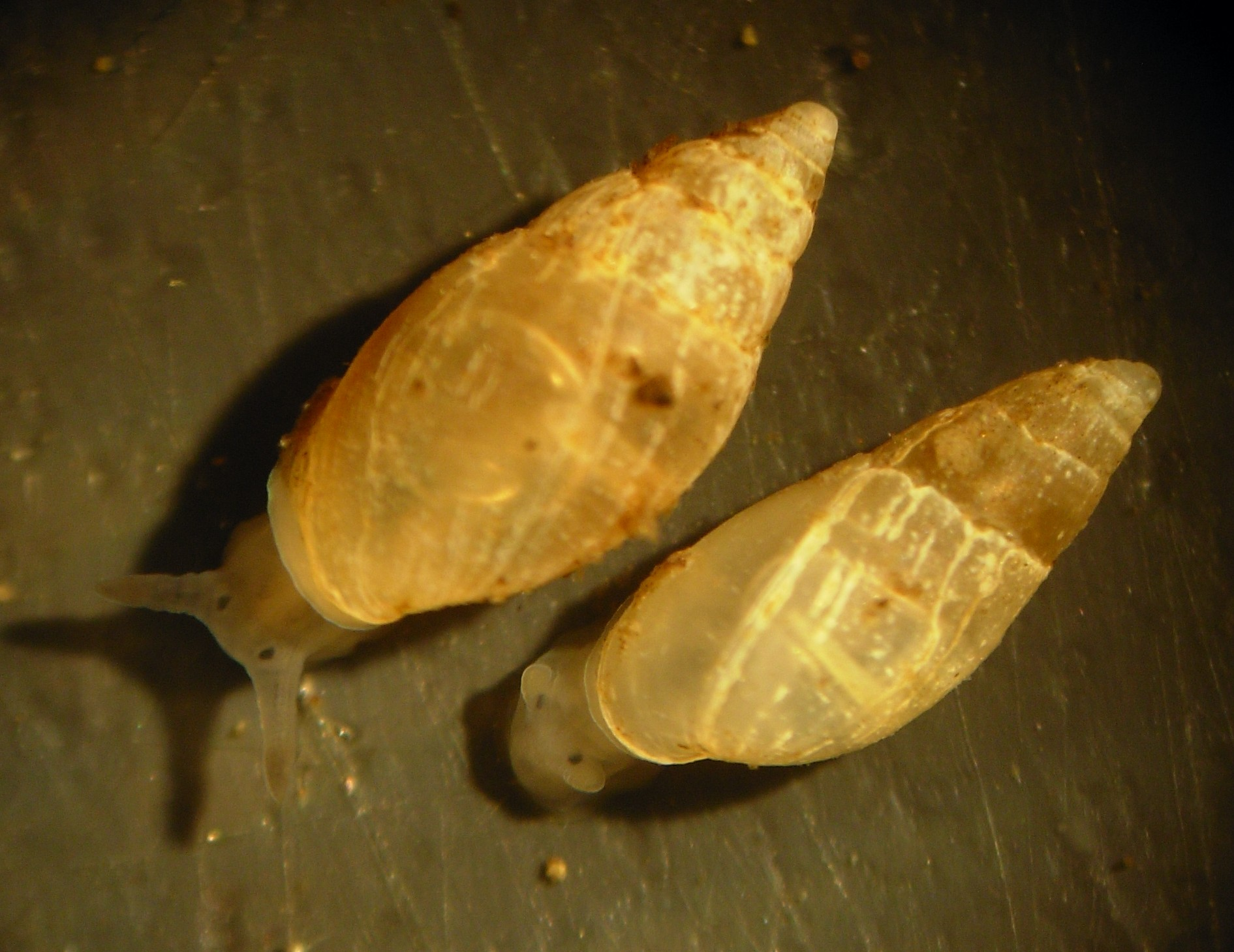
Myosotella myosotis, à gauche, et Leucophytia bidentata, à droite, en reptation. L’image permet la comparaison des deux espèces : coquille renflée et tentacules longs chez Myosotella, coquille plus étroite et tentacules très courts chez Leucophytia.

Leucophytia bidentata vit à la partie supérieure des estrans (partie haute de l’étage médiolittoral et étage supralittoral), dans les fissures des roches garnies de sédiment, sous les pierres, sous la végétation et les débris végétaux divers, particulièrement dans les baies abritées.
Bien que soumis périodiquement à des immersions par la mer, L. bidentata est muni d’un poumon, et pratique une respiration aérienne.
Ce mollusque  se nourrit de débris végétaux.
Il est hermaphrodite protandre ; la phase mâle se termine vers le mois de décembre, elle est suivie d’une période de maturation des œufs qui aboutit à la ponte au mois de mai. Le développement embryonnaire se produit dans la capsule qui enveloppe les œufs d’où sort directement un juvénile (il n’y a pas de larve nageuse libre).

## Distribution
Leucophytia est présent  sur les côtes de la partie sud de la Grande-Bretagne, sur tout le pourtour de l’Irlande, en Belgique et aux Pays-Bas. Plus vers le nord-est  il existe également un unique signalement sur l’île d’Heligoland
L’espèce est aussi présente en  France, Espagne et Portugal ainsi qu’en Méditerranée : France, Italie et
Turquie.